# Palacio de los duques de Villahermosa (Pedrola)
El palacio de los Duques de Villahermosa es un inmueble del municipio zaragozano de Pedrola. De estilo renacentista, el palacio fue construido sobre el solar de una castillo preexistente del siglo XII.

## Historia

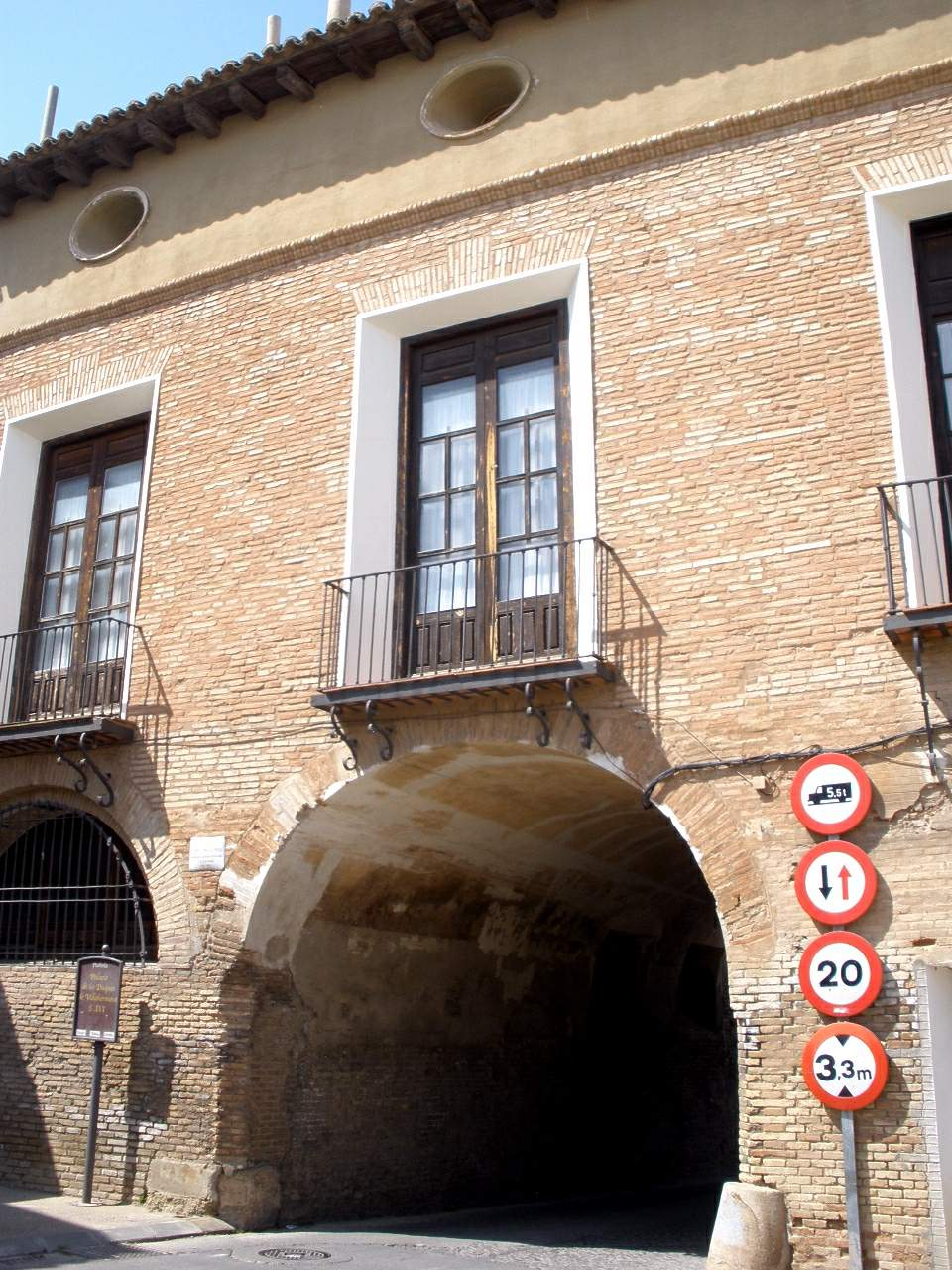
Vista del palacio

El actual palacio se levanta  en el lugar donde hubo un edificio fortificado perteneciente a la todopoderosa familia Luna, señores de la villa durante los siglos finales de la Edad Media (siglos XII-XVI) y que estaba vinculado a la defensa de la muralla y de una de las puertas de la localidad. En el siglo XVI, los duques de Villahermosa, herederos de los Luna y señores de Pedrola, construyeron el palacio y lo comunicaron con la iglesia de Nuestra Señora de los Ángeles. El palacio lo mandó construir Martín de Gurrea y Aragón y lo proyectó Alonso Felipe. A finales del siglo XVIII y los inicios del siglo XIX se lleva a cabo un importante reforma para modernizarlo y transformarlo al gusto neoclásico de la época.
El conjunto de palacio e iglesia constituye un Bien de Interés Cultural. Ambos edificios están comunicados por un largo y tortuoso corredor construido por Luisa de Borja, bajo el cual se construyeron casas, y donde la duquesa dispuso un Vía Crucis según lo que se suponía era la distancia recorrida por Cristo en Jerusalén. La casa de Villahermosa mantuvo el patronazgo sobre el templo hasta 1973.
En los salones del palacio se han reunido una gran cantidad de obras de arte que muestran el gusto de las diferentes generaciones. A lo que se conservaba tradicionalmente en Pedrola, se unieron cuadros, muebles y tapices del antiguo palacio de Villahermosa en Madrid, ocupado por el Museo Thyssen-Bornemisza.
El palacio fue cuidadosamente restaurado por Pilar Azlor de Aragón y sus hijos. 
En este palacio discurren parte de los acontecimientos de El Quijote de la ínsula Barataria.[cita requerida] En la actualidad está destinado a vivienda y a la celebración de bodas y banquetes.